# Какава-Кольонія
Какава-Кольонія (пол. Kakawa-Kolonia) — село в Польщі, у гміні Ґодзеші-Великі Каліського повіту Великопольського воєводства.
Населення — 219 осіб (2011).
У 1975-1998 роках село належало до Каліського воєводства.

## Демографія
Демографічна структура станом на 31 березня 2011 року:
|          | Загалом | Допрацездатний вік | Працездатний вік | Постпрацездатний вік |
| -------- | ------- | ------------------ | ---------------- | -------------------- |
| Чоловіки | 111     | 20                 | 85               | 6                    |
| Жінки    | 108     | 25                 | 59               | 24                   |
| Разом    | 219     | 45                 | 144              | 30                   |